# Alfonso de Ávalos
Alfonso de Ávalos y de Aquino también llamado Alfonso Dávalos San Severino (Alfonso d'Avalos d'Aquino en italiano) (Isquia, 1502 - 31 de marzo de 1546), VI marqués de Pescara y II marqués del Vasto, fue un militar y condotiero italiano. La familia Ávalos era de origen español, los Aquino eran italianos. Estuvo al servicio de Carlos I. Entre 1538 y 1546 fue Gobernador del Milanesado.

## Biografía
El 1523 se casó con María de Aragón, hija de Fernando de Aragón y Guardato, duque de Montalto, y de Castellana Folch de Cardona. Fue apresado por Filippino Doria tras la batalla naval que se libró en el golfo de Salermo en 1528. En 1529 fue nombrado señor de Isquia y Procida, después de que la familia Cossa tomara partido por la causa francesa.
Sobrino de Fernando de Ávalos, Alfonso sucedió a su tío en el mando de las tropas del emperador Carlos. En 1532 combatió en Austria contra las tropas de Solimán el Magnífico durante la Pequeña Guerra en Hungría. Participó en las distintas expediciones de Carlos I, como en la Jornada de Túnez. Combatió en la Batalla de Pavía y mandó el ejército español e imperial de Carlos I en la Guerra italiana de 1542-1546. En 1543 consiguió levantar el sitio que Jeireddín Barbarroja y Francisco de Borbón, conde de Enghien, habían puesto a Niza. En la Batalla de Cerisoles en abril de 1544, fue derrotado por las tropas francesas a las órdenes del mismo Francisco de Borbón, aunque en junio conseguiría una importante victoria en la Batalla de Serravalle.
El marqués es hoy recordado por los aficionados al arte ya que fue retratado al menos dos veces por Tiziano: hacia 1533, en un retrato de medio cuerpo (Getty Center, Los Ángeles) y posteriormente en un cuadro de tema histórico, Alocución del Marqués del Vasto (Museo del Prado, Madrid).
En su faceta como poeta será recordado por su balada Anchor che col partire, cuya letra musicalizó Cipriano de Rore en una melodía recurrentemente utilizada durante el Renacimiento. Fue amigo de los poetas españoles Garcilaso de la Vega hasta su muerte en 1536, y de Hernando de Acuña a partir de ese año.